# 3566 Levitan
3566 Levitan eller 1979 YA9 är en asteroid i huvudbältet som upptäcktes den 24 december 1979 av den sovjetisk-ryska astronomen Ljudmila Zjuravljova vid Krims astrofysiska observatorium på Krim. Den har fått sitt namn efter den ryske målaren Isaak Levitan.
Asteroiden har en diameter på ungefär 14 kilometer.